# Jonas Kangur
Jonas Kangur (nom de scène Skinny Disco, né le 29 juillet 1979 à Stockholm) est un guitariste (bassiste) suédois, d'origine norvégienne.

## Biographie
Durant quelques d’années, il remplit avec humour son blog à partir duquel ses goûts et ses activités favorites peuvent être détaillés.
Par exemple, il apprécie le rôle de DJ dans lequel il anime de nombreuses soirées, il aime écouter de la musique country et les fjords norvégiens.

## Carrière musicale
Au long de sa carrière musicale, il utilise les noms de scène Skinny et Skinny Disco.
De 1999 à 2006, il fait partie du groupe suédois de sleaze glam Revolution Riot, sous le pseudonyme Skinny. Il y est guitariste (toute la conception) et choriste (backing vocals,).
En 2002, il est également guitariste du groupe suédois de death metal mélodique Mynjun, sous le pseudonyme Skinny.
Dès 2003, il devient bassiste et choriste (backing vocals) du groupe de metal industriel Deathstars : il y remplace Erik Halvorsen alias Beast X Electric,.

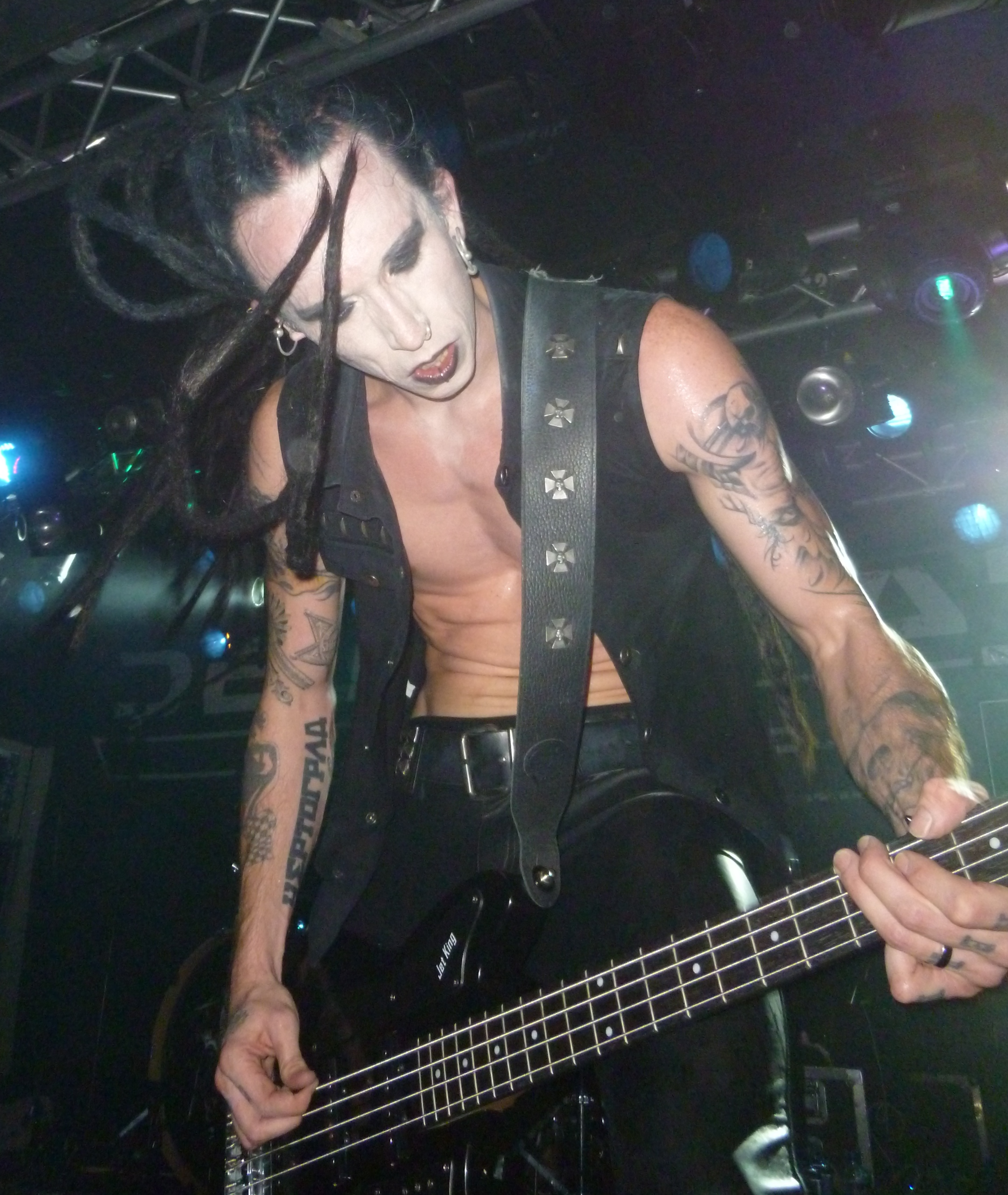
Jonas Kangur, salle Debaser Strand à Stockholm en 2014

Tout au long de sa carrière, Jonas Kangur apporte ses talents aux groupes Netherbird, Saddolls, Dissection :
Avec Dissection
- 2006 : Reinkaos – Participation à la conception (engineering) (Skinny)
- 2006 : Starless Aeon – Producteur (Skinny Disco)

Avec Netherbird
- 2007 : Blood Orchid – piste 1, 2 (Skinny) [9]
- 2008 : The Ghost Collector – piste 10, 11 (Skinny) [10]
- 2012 : Album Boulevard Black/Blood Orchid – piste 2, 3 (Skinny) [11]

Avec Saddolls

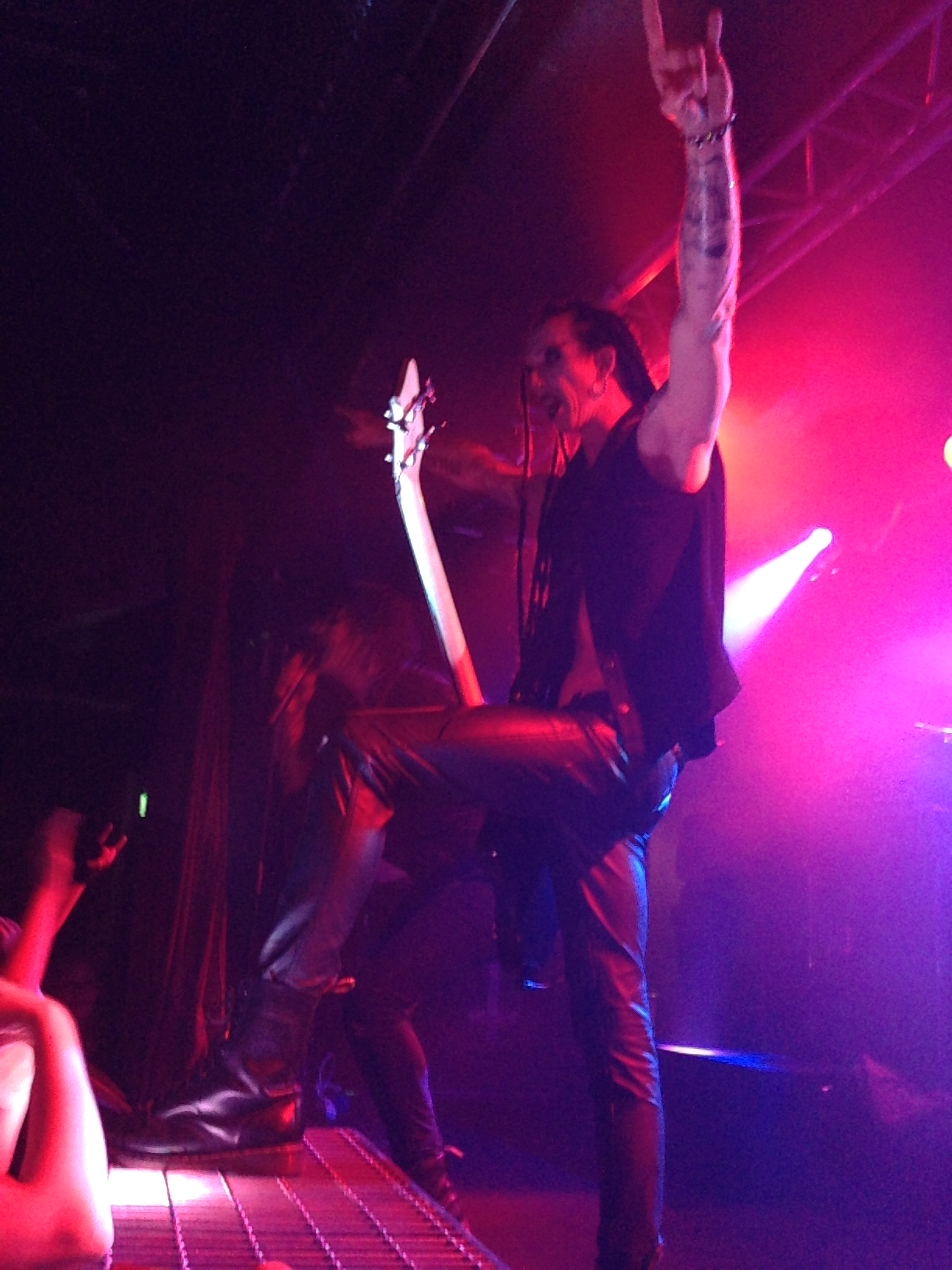
Jonas Kangur, salle Debaser Strand à Stockholm en 2014

- 2014 : Grave Party – chant piste 3 (Skinny Disco) [12]

En 2011, il accompagne sur scène le groupe Vain en compagnie de Cat Casino, guitariste ayant également fait partie du groupe Deathstars,.